# Michel Leplay
Michel Leplay est un pasteur protestant français, né le 22 février 1927 au Havre, et mort le 26 février 2020 à Paris. 
Directeur de l’hebdomadaire Réforme de 1991 à 1995, il est également engagé dans l’œcuménisme et dans le dialogue interreligieux avec les Juifs. Il est en 2017 le lauréat du prix de l’Amitié judéo-chrétienne de France.

## Biographie
Fils d’une famille bourgeoise de négociants normands, Michel Leplay pratique le scoutisme d’abord comme louveteau puis comme éclaireur et routier au sein des Éclaireurs unionistes de France. Il décide de devenir pasteur vers l’âge de quinze ans. 
Après la Seconde Guerre mondiale, il fait ses études à la faculté de théologie protestante de Paris et à l’université de Lausanne et effectue son service militaire à l’École de cavalerie de Saumur. 
Il devient pasteur de l’Église réformée de France (ERF) à Cros-Monoblet dans les Cévennes où il reste pendant huit ans et où avec son épouse Laurette, il élève trois enfants,, avant d’être nommé à Amiens pour dix années. De 1974 à 1985, il est pasteur de l'Église réformée d'Auteuil à Paris.
Président du conseil régional d’Île-de-France de l’ERF, de 1950 à 1990, il devient président de la commission des ministères de l'ERF en 1968.
Michel Leplay s’investit dans les relations œcuméniques, se définissant comme un « catholique réformé », et soulignant la continuité entre protestantisme et catholicisme. Il collabore à partir des années 1970 à plusieurs mouvements œcuméniques, dont le Comité mixte de dialogue catholique/luthéro-réformé, qu'il préside aux côtés de Mgr Joseph Duval et de Mgr Jean Vilnet, avec qui il rédige deux documents : Consensus œcuménique et différence fondamentale (1987) et Choix éthiques et communion ecclésiale (1992). Il est membre du groupe des Dombes de 1965 aux années 2000 et écrit des chroniques dans La Croix.
Il s’engage également dans l’association Amitié judéo-chrétienne de France, dont il est le vice-président de 1992 à 2005,. Le dialogue judéo-chrétien demeure en effet à ses yeux « l’exigence centrale du mouvement œcuménique ».
Michel Leplay est directeur de l’hebdomadaire protestant Réforme de 1991 à 1995.
Il est l’auteur de plusieurs livres, notamment une biographie de Martin Luther et un essai sur Charles Péguy. D’autres ouvrages traitent du christianisme face à l’antisémitisme, des relations entre judaïsme et christianisme, et de l'histoire du protestantisme.
Michel Leplay meurt à l’âge de 93 ans, le 26 février 2020, dans le service de soins palliatifs des diaconesses de Reuilly, à Paris.

## Récompenses et distinctions
- 2017 : prix de l'Amitié judéo-chrétienne de France[10],[11],[12].

## Publications

### Ouvrages
- Foi et vie des protestants, Desclée de Brouwer, 1996
- La religion se porte bien, Labor et Fides, 1996
- Charles Péguy, Desclée de Brouwer, 1998
- Martin Luther, Desclée de Brouwer, 1998
- Le Protestantisme et le pape : quelques explications, Labor et Fides, 1999[13]
- La Racine qui te porte. L’histoire mouvementée de la lecture chrétienne de la Bible juive, éd. du Moulin, 1999
- Le Protestantisme et Marie : une belle éclaircie, Labor et Fides, 2000[14]
- La Bible entre le culte et la culture. Vingt siècles de vitalité et de résistance, éd. du Moulin, 2002
- Les Protestantismes, éditions Armand Colin, 2004
- Les Églises protestantes et les Juifs face à l’antisémitisme au vingtième siècle, préface du pasteur Alain Massini, postface de Colette Kessler, éditions Olivétan, 2006
- La Foi que j’aime le mieux : une histoire de la petite espérance, éd. Salvator, 2009

### Textes de présentation et contributions
- Martin Luther, Du fond de ma détresse : deux psaumes de pénitence, Desclée de Brouwer, 1998
- Karl Barth, L'Église en péril, Desclée de Brouwer, 2000
- Schalom Ben-Chorin, Marie : un regard juif sur la mère de Jésus, Desclée de Brouwer, 2001
- Nathalie Nabert (dir.), Le Chant des profondeurs, Albin Michel, 2010
- France Quéré, Présence d’une parole, éd. Olivétan, 2015